# محمد توفيق
محمد توفيق (24 أكتوبر 1908  - 27 مارس 2003)، ممثل مصري.

## حياته
ممثل مصري، ولد في مدينة طنطا التابعة لمحافظة الغربية في عام 1908، وانتقل مع أسرته (أسرة العجيزي) وهي أسرة عريقة عرفت بالحركة الوطنية ومقاومة الاحتلال .. انتقل للعيش في منطقة حلوان في مدينة القاهرة، التحق بمعهد التمثيل بعد تأسيسه في مطلع الثلاثينات، وبعدها بعدة سنوات سافر إلى المملكة المتحدة من أجل دراسة التمثيل، وتعلم على يد النجم المسرحي الراحل لورانس أوليفييه، كما عمل مخرجًا في القسم العربي بالإذاعة البريطانية، وبعد عودته إلى مصر في مطلع الأربعينات، شارك في بطولة عشرات الأفلام، منها: (السوق السوداء، بابا أمين، شيء من الخوف، حسن ونعيمة، شقة الأستاذ عليوة، عيون الصقر، أرض الأحلام)، كما مثل في العديد من المسلسلات التليفزيونية، من أشهرها: (هند والدكتور نعمان، أبو العلا البشري، ما زال النيل يجري، يوميات ونيس). توفي في عام 2003 عن عمر يناهز 95 عامًا.

## مسيرته الفنية
ساهم في العديد من الأعمال السينمائية والمسرحية والتلفزيونية. بدأت علاقته بالتمثيل عندما كان طالباً في المدارس الابتدائية والثانوية، ثم التحق بمعهد التمثيل الذي تأسس عام 1930 فاحترف التمثيل مع فرقة جورج أبيض وعزيز عيد وفرقة خليل مطران. وفي عام 1937 سافر إلى إنجلترا لدراسة التمثيل، وبعد عودته عام 1941 رشحه المخرج نيازي مصطفى لبطولة فيلم مصنع الزوجات وبعدها توالت أفلامه والتي بلغ عددها مائة فيلم منها ابن البلد، حب من السماء، شهداء الغرام، السوق السوداء، شارع البهلوان، معلش يا زهر، بابا أمين، لك يوم يا ظالم، شيء من الخوف، الأخ الكبير، أولادي، حسن ونعيمة، الاعتراف، شقة الأستاذ عليوه، وآخر أفلامه هو أرض الأحلام.
وعلى جانب التلفزيون فقد شارك في حوالي 40 عملاً مثل مسلسلات عادات وتقاليد ، القاهرة والناس، هند والدكتور نعمان، محمد وأخواته البنات، رحلة السيد أبو العلا البشري، ما زال النيل يجري ، وآخر مسلسلاته هو يوميات ونيس
كما أنه قد قام بإخراج النص العربي لمشروع الصوت والضوء في منطقة أبو الهول وأهرامات الجيزة عام 1964، وشارك في تقديم العديد من المسرحيات أهمها مرتفعات وذرنغ، فاوست، 6 شخصيات تبحث عن مؤلف، والمفتش العام.

## جوائز وأوسمة
وقد حصل على العديد من الجوائز والأوسمة وشهادات التقدير تكريماً لعطائه الفني. فقد منحه كل من الرئيس جمال عبد الناصر عام 1967 والرئيس أنور السادات في أكتوبر 1979 وسام العلوم والفنون من الطبقة الأولى.

## وفاته
توفي في 27 مارس 2003 عن عمر يناهز 95 عاماً بعد أن دخل في صراع مع المرض.

## وصلات خارجية
- محمد توفيق على موقع أرشيف الشارخ.
- محمد توفيق على موقع IMDb (الإنجليزية)
- محمد توفيق على موقع الدهليز
- محمد توفيق على موقع قاعدة بيانات الأفلام العربية
- محمد توفيق على موقع قاعدة بيانات الفيلم (الإنجليزية)

https://www.elcinema.com/person/1038316